# دولنی نیتتشیتسه
دولنی نیتتشیتسه (به چکی: Dolní Nětčice) یک منطقهٔ مسکونی در جمهوری چک است که در ناحیه پرروف واقع شده‌است. دولنی نیتتشیتسه ۴٫۲ کیلومتر مربع مساحت و ۲۶۷ نفر جمعیت دارد و ۲۷۷ متر بالاتر از سطح دریا واقع شده‌است.